# Cadillac Ranch (film)
Cadillac Ranch is een Amerikaanse comedy-dramafilm uit 1996, geregisseerd door Lisa Gottlieb. De hoofdrollen worden vertolkt door Christopher Lloyd en Suzy Amis.

## Verhaal
Losbol C.J. Crowley (Suzy Amis) roept de hulp in van haar bravere zussen Mary Katherine (Renée Humphrey) en Frances (Caroleen Feeney) om de kluis van seksclubeigenaar Wood Grimes (Christopher Lloyd) leeg te roven, naar eigen zeggen omdat ze nog achterstallig loon tegoed heeft. In werkelijkheid is ze op zoek naar de sleutel van een Cadillac die ooit eigendom was Travis Crowley (Jim Metzler), hun vader die hen op jonge leeftijd in de steek gelaten heeft. Travis heeft aan C.J. verteld dat hij een fortuin in de Cadillac verstopt heeft.
Jaren geleden, toen Grimes een corrupte Texas Ranger was, dwong hij Travis en zijn partner Leroy (Joe Stevens) om overvallen voor hem te plegen. Travis belandde in de gevangenis nadat Grimes hem van de moord op Leroy beschuldigd had, maar hij bleef altijd weigeren om te onthullen waar hij het geld van de overvallen verstopt had.
Nadat ze de kluis leeggeroofd hebben vluchten de drie zussen in een gestolen auto, op de hielen gezeten door Grimes. Wanneer C.J. aan haar zussen vertelt dat hun vader onlangs in de gevangenis overleden is en dat de sleutel van de Cadillac de echte reden van de roof was, volgt er een fikse ruzie waarna Frances vertrekt. Ze wordt echter gevangengenomen door Grimes, die haar vertelt dat ze nooit iets van hun vader vernomen hebben omdat hij de post van Travis liet onderscheppen.
Frances weet te ontsnappen en voegt zich weer bij haar zussen. Samen vinden ze de verborgen buit van hun vader in een van de auto's van Cadillac Ranch. Grimes duikt er ook op met de bedoeling de zussen te vermoorden en het geld in te pikken, maar wordt gearresteerd door eerlijke Texas Rangers.

## Rolverdeling
| Acteur            | Personage              |
| ----------------- | ---------------------- |
| Suzy Amis         | C.J. Crowley           |
| Renée Humphrey    | Mary Catherine Crowley |
| Caroleen Feeney   | Frances Crowley        |
| Linden Ashby      | Beau                   |
| Jim Metzler       | Travis Crowley         |
| Christopher Lloyd | Wood Grimes            |

## Release en ontvangst
Cadillac Ranch ging in première op het Palm Springs International Film Festival op 13 januari 1996. De film kwam in de bioscoop op 18 april 1997 in Los Angeles.
Op Rotten Tomatoes heeft de film een publieksscore van 22%, met een gemiddelde waardering van 5/10.